# Сберегательный банк СССР
Сберегательный банк СССР (Банк трудовых сбережений и кредитования населения СССР) — специализированный государственный банк, образованный в 1987 году в ходе реформы банковской системы в СССР.

## История
В 1987 году началась реформа банковской системы в СССР, основной целью которой был переход банков на коммерческую основу. Разработчики реформы посчитали, что приток денежных средств в государственный бюджет от предприятий может быть ограниченным. Поэтому важным источником наполнения бюджета должны были стать деньги населения. Но, так как система Государственных трудовых сберегательных касс СССР находилась в неудовлетворительном состоянии и не могла нормально обслуживать возрастающие потребности населения, то Центральным комитетом КПСС и Советом министров СССР было принято решение о реорганизации системы Гострудсберкасс и образовании Банка трудовых сбережений и кредитования населения СССР.
Сберегательный банк СССР обеспечивал организацию сберегательного дела в стране, безналичных расчётов и кассового обслуживания населения, а в необходимых случаях — организаций и учреждений, распространение и погашение облигаций государственных займов, кредитование потребительских нужд граждан, обслуживание всех категорий пенсионеров. К началу 1988 года в систему Сбербанка СССР входили 15 республиканских банков, 166 краевых, областных и городских управлений, 4 100 отделений с 50 700 филиалами и 22 100 агентствами. Всего в 77 100 учреждениях банка работало 248 000 человек.
С принятием в 1990 году Закона СССР «О банках и банковской деятельности» Банк трудовых сбережений и кредитования населения СССР поменял свой статус и стал коммерческим специализированным банком. В соответствии с законом Сбербанк СССР осуществлял операции по привлечению денежных средств населения и их размещению. Денежные средства, привлечённые банком, использовались им на кредитование населения и другие цели. Сохранность и своевременность возврата вкладов населения гарантировалась Госбанком СССР. Устав Сбербанка СССР утверждался Центральным советом Госбанка СССР. Председатель Сбербанка СССР назначался Центральным советом Госбанка СССР по представлению Председателя Госбанка СССР и являлся членом Правления Госбанка СССР.
После распада Советского Союза и ликвидации Госбанка СССР существование Сбербанка СССР было невозможно. 24 декабря 1991 года на основании собственного решения Совета Сбербанка СССР было объявлено о самоликвидации Сбербанка СССР.